# NGC 80
NGC 80 je galaksija u zviježđu Andromeda.

## Vanjske poveznice
- SEDS: NGC 0080